# Playa de Placeres
La playa de Placeres o playa de la Posta es una playa gallega situada en el municipio español de Pontevedra, en la provincia de Pontevedra. Es una playa marítima semiurbana con una longitud de 50 metros.

## Localización y acceso
La playa está situada en el lugar de Placeres en la parroquia civil de Lourizán en el margen izquierdo de la ría de Pontevedra, a 4 kilómetros de la ciudad y a menos de un kilómetro del barrio de Estribela. Se encuentra entre los astilleros del puerto y el cabo de Os Placeres.

## Historia
A finales del siglo XIX la vida social de Pontevedra durante el verano animada por turistas y veraneantes se trasladaba a las playas circundantes, en especial a la playa de Los Placeres que fue la playa de moda en el período de la Restauración y que estaba unida a la ciudad por tranvía.
A principios del siglo XX a la derecha de la playa en la punta de O Cabo en el istmo de Placeres se inauguró en 1902 el Gran Hotel de Baños de Mar de Los Placeres, propiedad de Eugenio Montero Ríos que acogía a invitados y veraneantes y que en 1918 tras su muerte, fue donado por su hijo Avelino Montero a las religiosas del Sagrado Corazón y que se convirtió en Colegio Sagrado Corazón de Placeres. En 1929 se construyó una casa de baños en la playa de Los Placeres.
En la primavera de 1936 los anuncios de prensa se centraban en publicitar para el turismo hoteles, restaurantes, casas de baño y la playa de Los Placeres, para la que el servicio de tranvía ofertaba bonos de 10 viajes de ida y vuelta a 4,25 pesetas. En la sociedad clasista de la época en verano eran famosos los baños en la playa de Placeres. En 1938 se cerró la última casa de baños en la playa. Hasta mediados de siglo XX la playa presentó un aspecto salvaje.
El 19 de mayo de 1947 se aprobó el proyecto de construcción de una carretera a lo largo de la ría de Pontevedra, entre Pontevedra y Placeres. Las obras de esta carretera, que comenzaron en 1949 y finalizaron en 1955, modificaron totalmente la zona colmatándola con rellenos, lo que afectó también a la playa que quedó reducida. En 1969 se completó la carretera con cuatro carriles de circulación y se inauguró como autovía el 8 de agosto de 1969.
El 28 de junio de 2023 el Estado desafectó la playa del puerto ya que era innecesaria para la actividad portuaria y se incorporó al régimen general de dominio público marítimo-terrestre.

## Descripción
Es una playa prácticamente rectilínea y llana situada en un entorno semiurbano. Se trata de una playa marítima de arena blanca y fina con frente a la ría de Pontevedra. Tiene una orientación noroeste.
Se encuentra situada muy cerca de la autovía PO-11 y es una playa de aguas tranquilas que tiene vistas a la ría y a la isla de Tambo. Dispone de duchas y establecimiento de bebidas.
La playa es conocida popularmente como "playa de los funcionarios", ya que los empleados de los organismos públicos de la capital pontevedresa solían acudir a este arenal para darse un baño antes de la hora de comer.